# 停雲館法帖
《停云馆法帖》 是文征明及其子选录的一部丛帖，得名于其父文林建造的停云馆。它收录有晋至元代的著名书法作品，流传最广的十二卷本刻于嘉靖十六（1537年）年至三十九年 （1560年），共121石。

## 版本
《停雲館法帖》有十二卷本、四卷本、单卷本几种，但现存仅有十二卷本和单卷本。十二卷本流传最广，收录法帖百余种，由文徵明及其子文嘉、文彭收集、摹写，令刻工温恕、章简甫镌刻。